# Rose-Colored Boy
«Rose-Colored Boy» es una canción escrita y grabada por la banda estadounidense de rock Paramore de su quinto álbum de estudio, After Laughter (2017). Fue lanzado el 2 de marzo de 2018 a través de Fueled by Ramen como el cuarto sencillo. Escrita por la vocalista principal Hayley Williams, Zac Farro y el guitarrista Taylor York y producida por Justin Meldal-Johnsen y York, la canción fue grabada en la ciudad natal de la banda, Nashville, Tennessee.

## Vídeo musical
El vídeo musical de la canción fue lanzado el 5 de febrero de 2018. Fue dirigido por Warren Fu y producido por Jona Ward. El video rodea un programa de entrevistas ficticio llamado Wake Up! Roseville, con los miembros de la banda como anfitriones. Como anfitriones, los miembros de la banda están constantemente bajo el estrés de los ejecutivos, que regañan a la vocalista Hayley Williams y a la banda por no crear un ambiente más positivo que coincida con la letra "I ain't gon' smile if I don't want to". En un momento dado, el frustrado Williams grita "¡F*ck! Lo haremos en vivo", parodiando una toma del comentarista político Bill O'Reilly en Inside Edition cuando se le dice que un clip de Sting los reproducirá. El video termina con la banda tocando la canción y causando el caos antes de reanudar el show al día siguiente.

## Posicionamiento en lista
| Lista (2017-18)                | Posiciones |
| ------------------------------ | ---------- |
| New Zealand Heatseekers (RMNZ) | 6          |